# Regionsrådsvalget i Region Syddanmark 2021
Regionsrådsvalget i Region Syddanmark 2021 er et politisk valg, der er en del af Kommunal- og regionsrådsvalg 2021. Til valget bliver det afgjort, hvem der skal sidde i regionsrådet for Region Syddanmark fra 2022-2025.
Siddende formand Stephanie Lose genopstiller for Venstre, mens næstformand Poul-Erik Svendsen for Socialdemokratiet har trukket sig inden valget efter at have været næstformand for regionsrådet i hele regionens levetid. I stedet stiller Socialdemokratiet med Mette With Hagensen som spidskandidat. Spidskandidat for SF er Mikkel Dragsmose-Hansen, der har siddet i byrådet i Middelfart Kommune siden 2010. Dragsmose-Hansen overtager fra Villy Søvndal, der ved sidste kommunalvalg fik næstflest personlige stemmer i regionen kun overgået af Stephanie Lose. For Dansk Folkeparti er Carsten Sørensen spidskandidat. Enhedslisten og Veganerpartiet har indgået et valgteknisk samarbejde til regionsrådsvalget.

## Valgte medlemmer af regionsrådet
| Mandatnr. | Navn                        | Parti                       |
| --------- | --------------------------- | --------------------------- |
| 1         | Stephanie Lose              | Venstre                     |
| 2         | Mette With Hagensen         | Socialdemokratiet           |
| 3         | Bo Libergren                | Venstre                     |
| 4         | Dan Skjerning               | Socialdemokratiet           |
| 5         | Mette Bossen Linnet         | Venstre                     |
| 6         | Anja Lund                   | Venstre                     |
| 7         | Morten Weiss-Pedersen       | Det Konservative Folkeparti |
| 8         | Sara Darling Berg Jørgensen | Socialdemokratiet           |
| 9         | Gitte Frederiksen           | Venstre                     |
| 10        | Jette Damsø Henriksen       | Socialdemokratiet           |
| 11        | Annette Lundgaard           | Venstre                     |
| 12        | Lars Erik Hornemann         | Venstre                     |
| 13        | Annette Blynel              | Socialistisk Folkeparti     |
| 14        | Tage Petersen               | Venstre                     |
| 15        | Anne Skau Styrishave        | Radikale Venstre            |
| 16        | Kim Johansen                | Socialdemokratiet           |
| 17        | Sabrina Bech Røn            | Nye Borgerlige              |
| 18        | Lars Mogensen               | Enhedslisten                |
| 19        | Sarah Andersen              | Venstre                     |
| 20        | Mark Søgaard                | Socialdemokratiet           |
| 21        | Carsten Sørensen            | Dansk Folkeparti            |
| 22        | Poul Erik Jensen            | Socialdemokratiet           |
| 23        | Pernelle Jensen             | Venstre                     |
| 24        | Michael Nielsen             | Det Konservative Folkeparti |
| 25        | Henriette Schlesinger       | Venstre                     |
| 26        | Bente Gertz                 | Socialdemokratiet           |
| 27        | Kurt Jensen                 | Venstre                     |
| 28        | Suzi Würtz Kjærgaard        | Socialistisk Folkeparti     |
| 29        | Preben Friis-Hauge          | Venstre                     |
| 30        | Bjarne Nielsen              | Venstre                     |
| 31        | Roya Moore                  | Det Konservative Folkeparti |
| 32        | Karsten Uno                 | Socialdemokratiet           |
| 33        | Allan Emiliussen            | Venstre                     |
| 34        | Jørn Lehmann Petersen       | Socialdemokratiet           |
| 35        | Iza Alfredsen               | Venstre                     |
| 36        | Karsten Byrgesen            | Nye Borgerlige              |
| 37        | Martin Schmidt Konradsen    | Enhedslisten                |
| 38        | Ole Marcussen               | Socialdemokratiet           |
| 39        | Jens Wistoft                | Venstre                     |
| 40        | Anne Marie Geisler Andersen | Radikale Venstre            |
| 41        | Meho Selman                 | Socialdemokratiet           |